# Cischweinfia parva
Cischweinfia parva es una especie de orquídea con hábitos de epifita, originaria de  Sudamérica.

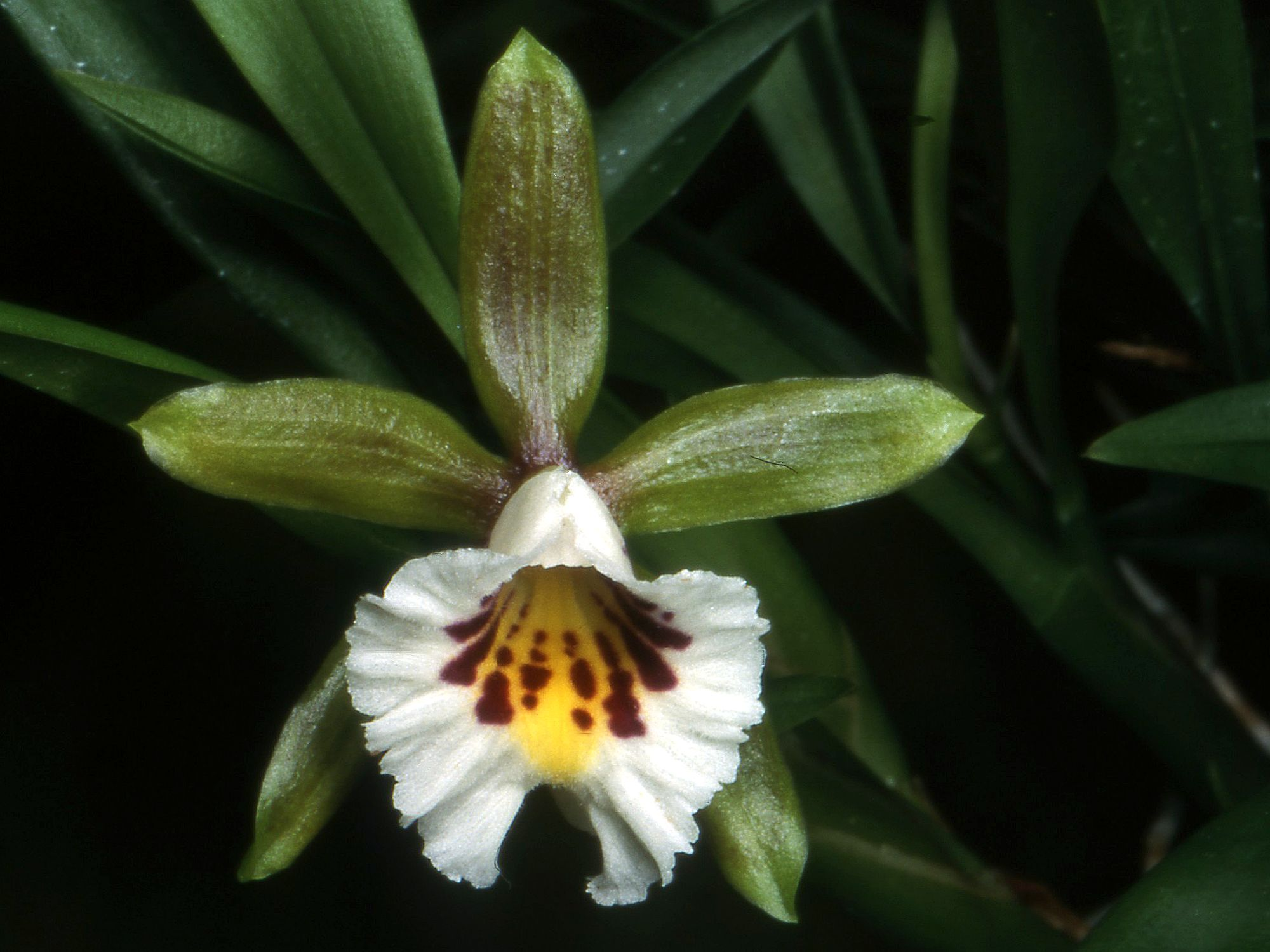
Detalle de la flor

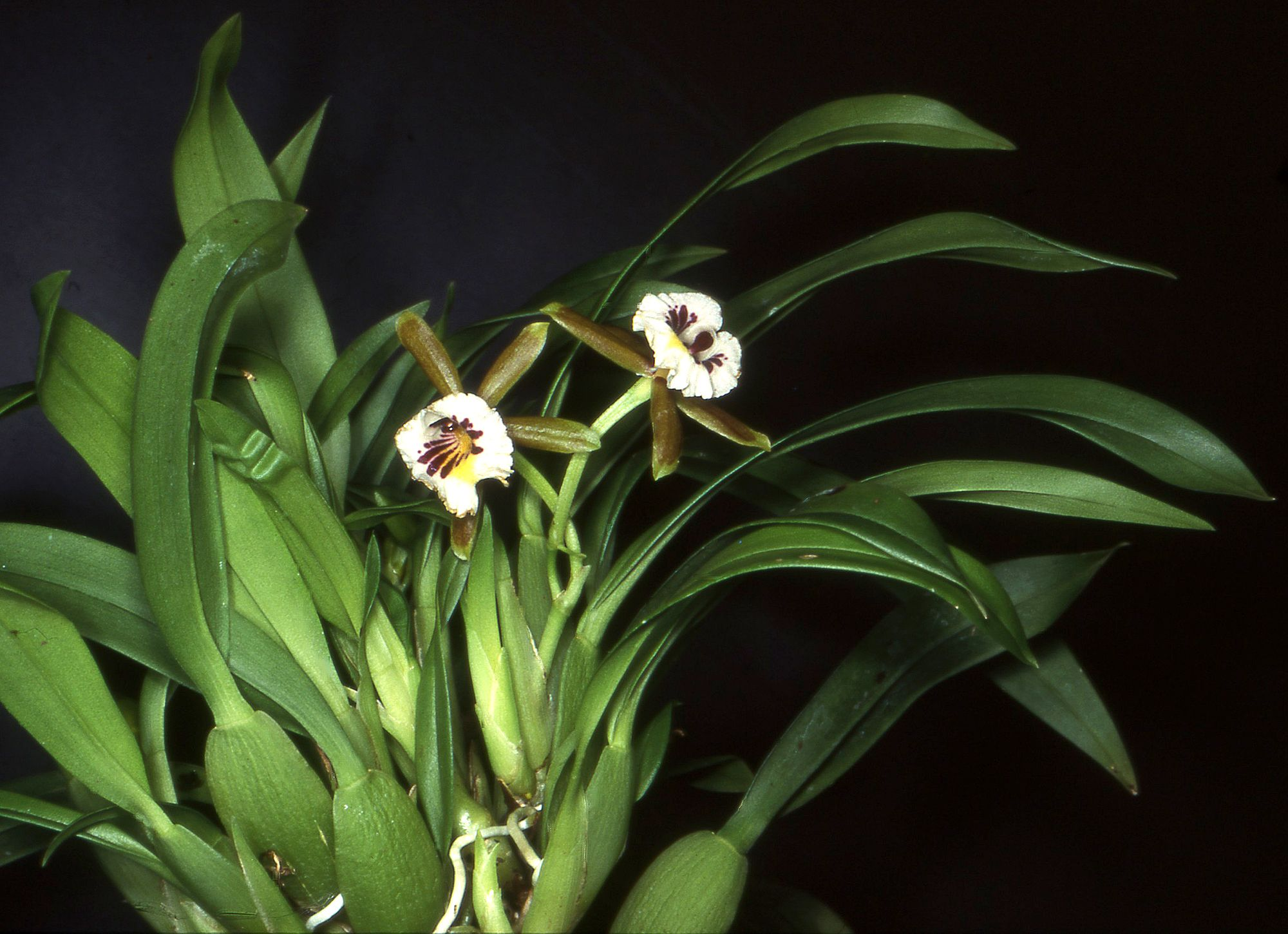
Vista de la planta

## Descripción
Es una orquídea de pequeño tamaño con hábitos de epifita y con un rizoma corto que lleva pseudobulbos  ovados, verdes suaves y ligeros envueltos basalmente por 2 a varias vainas dísticas,  con la más alta siendo foliácea y progresando las pequeñas en cada hoja lateral, lleva las hojas en forma de cinta que poco a poco se estrechan basalmente en un pecíolo corto conduplicado. Florece en el verano y principios del otoño en una inflorescencia axilar de 7.5 cm  de largo, con 1-2 flores que surgen de un pseudobulbo maduro.

## Distribución y hábitat
Se encuentra en Colombia, Ecuador, Perú y Bolivia en los bosques nubosos montanos en elevaciones de 700 a 1150 metros.

## Taxonomía
Cischweinfia parva fue descrita por (C.Schweinf.) Dressler & N.H.Williams  y publicado en American Orchid Society Bulletin 39: 992. 1970.
Etimología
Cischweinfia: nombre genérico otorgado en honor del botánico estadounidense Charles Schweinfurth.
parva: epíteto latíno que significa "pequeño".
Sinonimia
- Cischweinfia chasei D.E.Benn. & Christenson
- Cischweinfia emarginata Christenson
- Cischweinfia horichii Senghas & Neudecker
- Miltonia parva C.Schweinf.[1][3][4]